# Reducció òptica
El gruix de les nostres lents augmenta depenent de la graduació que tinguem, ja sigui en les vores del vidre si tenim miopia o la part central si tenim hipermetropia. Perquè no sobresurtin per la vora de la muntura, es pot reduir el gruix de la lent. A més, com més fi sigui el vidre, menys pesarà i més còmodes estarem amb les nostres ulleres.
Vidre estàndard
Recomanat per graduacions inferiors a +/- 2.00 diòptries, cilindre fins a 2.
És un vidre orgànic amb índex de reducció de 1,50 esfèric.
Vidre fi
Recomanat per a graduacions de +/- 2.00 diòptries fins +/- 3.50 diòptries, cilindre fins a 2.
És un vidre orgànic amb índex de reducció de 1.60 esfèric. Aquests cristalls són més fins que els estàndard, aconseguint que les ulleres quedi més estètica en graduacions superiors.
Vidre extrafí
Recomanat per a graduacions de +/- 3.50 diòptries fins +/- 5.00 diòptries, cilindre fins a 2.
És un vidre orgànic amb índex de reducció de 1.67 esfèric. Aquests cristalls són més lleugers i còmodes, visualment més estètics en tenir un gruix encara més reduït que els fins.
Vidre ultrafí
Recomanat per graduacions superiors a +/- 5.00 diòptries, cilindre fins a 6.
És un vidre orgànic amb índex de reducció de 1.74 esfèric. Aquests cristalls són més fins, estètics i lleugers, específics per a altes graduacions, ja que permeten veure els ulls a través dels vidres d'una forma i mida més natural.